# 中本和洋
中本 和洋（なかもと かずひろ、1946年11月13日 - ）は、日本の弁護士。2016年から日本弁護士連合会の会長を務める。大阪弁護士会所属。

## 経歴
- 1946年 広島県で生まれる。
- 1965年 広島大学附属福山高等学校卒業。
- 京都大学工学部卒業。
- 1972年 京都大学大学院工学研究科修了。
- 1978年 司法試験合格。
- 1981年 弁護士登録（司法修習第33期）。
- 中本総合法律事務所長。
- 2001年 大阪弁護士会副会長。
- 2007年 日本弁護士連合会「民事裁判手続に関する委員会」委員長。
- 2011年 大阪弁護士会会長、日本弁護士連合会副会長。
- 2016年 日本弁護士連合会会長。
- 2018年 旭日重光章を受章。

民事、商事事件を得意とする。

## 著書
- 「釈明等について～当事者の視点から～」 (判例タイムズ 847号39頁)
- 「当事者から見た争点整理」 (判例タイムズ 868号29頁)
- 「当事者から見た西口コート」 (対話型審理 374頁)「信山社」
- 「陳述書のガイドライン」 (判例タイムズ 937号54頁)
- 「大阪地裁における民事集中審理を評価する」 (大阪地裁における民事集中審理の実際) (別冊判例タイムズ 14号231頁)
- 「弁論準備手続」 (論点新民事訴訟法178頁)「判例タイムズ社」
- 「陳述書」 （現代裁判法大系13民事訴訟 197頁）「新日本法規出版」
- 「各地における新民訴法の運用状況」 （自由と正義Vol.49　116頁）「日本弁護士連合会」
- 「住管機構債権回収の闘い」 （151頁）「ダイヤモンド社」
- 「借地借家法の正当事由の判断基準」 （判例タイムズ1020号149頁）
- 「特殊な債権者を擁する破産事件（Ⅳ）－病院の破産」 （新裁判実務大系10破産法）「青林書院」
- 「Q&A 新人事訴訟法」 （日本加除出版、共著）
- 「民事裁判の改善と今後の課題について」（自由と正義Vol59　74頁）「日本弁護士連合会」
- 「利用しやすく頼りがいのある民事司法制度を目指して」（自由と正義Vol161　100頁）「日本弁護士連合会」